# Hvězda (zámek)

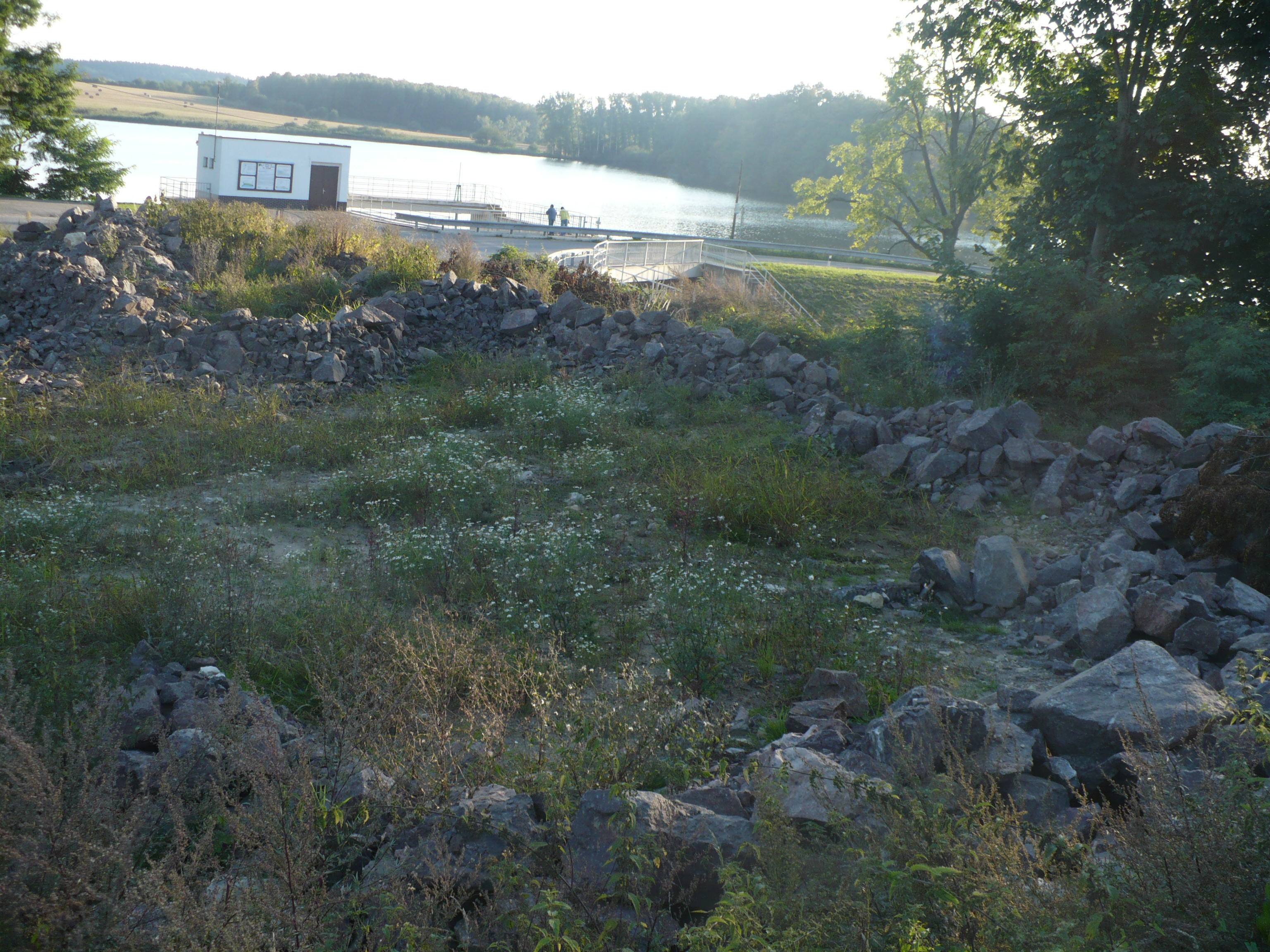
Ruiny zámečku (2010)

Zámek Hvězda v obci Opatov u Svitav byla jednopatrová obytná budova obdélníkového půdorysu s valbovou střechou, která sloužila jako obydlí hospodářských úředníků nebo nájemců dvora Hvězda. Dvůr Hvězda se nacházel ve stejnojmenné dominikální vsi poblíž rybníka Hvězda na území dnešní obce Opatov v okrese Svitavy. Poprvé byl doložen roku 1398 jako majetek litomyšlského biskupství, ves Hvězda je doložena v tereziánském katastru k roku 1757. Roku 1945 se dvůr stal majetkem státu, sídlil v něm Státní statek Česká Třebová. Objekt je dnes zaniklý, na místě se již nenacházejí žádné stopy.